# Уккедду, Валентина
Валентина Уккедду (итал. Valentina Uccheddu; род. 26 октября 1966, Ористано) — итальянская легкоатлетка, специалистка по прыжкам в длину. Выступала за сборную Италии по лёгкой атлетике в 1990-х годах, обладательница серебряной медали Средиземноморских игр в Афинах, многократная победительница и призёрка первенств национального значения, бывшая рекордсменка страны, участница летних Олимпийских игр в Барселоне.

## Биография
Валентина Уккедду родилась 26 октября 1966 года в коммуне Ористано, Сардиния.
Впервые заявила о себе в прыжках в длину в сезоне 1986 года, выиграв бронзовую медаль на зимнем чемпионате Италии в Генуе.
В июне 1988 года на соревнованиях в Тренто прыгнула на 6,62 метра, установив тем самым новый национальный рекорд.
В 1990 году вошла в основной состав итальянской национальной сборной и выступила на чемпионате Европы в Сплите, где в финале прыжков в длину стала девятой.
В 1991 году одержала победу на зимнем и летнем чемпионатах Италии, была седьмой на чемпионате мира в помещении в Севилье, завоевала серебряную медаль на Средиземноморских играх в Афинах. На чемпионате мира в Токио с результатом 6,48 в финал не вышла.
В 1992 году вновь стала чемпионкой Италии в прыжках в длину. Благодаря череде удачных выступлений удостоилась права защищать честь страны на летних Олимпийских играх в Барселоне — на предварительном квалификационном этапе взяла планку в 6,40 метра, чего оказалось недостаточно для выхода в финал.
После барселонской Олимпиады Уккедду осталась действующей спортсменкой и продолжила принимать участие в крупнейших международных турнирах. Так, в 1993 году она отметилась выступлением на чемпионате мира в Штутгарте, где в программе прыжков в длину заняла итоговое 12-е место.
В 1994 году с личным рекордом 6,69 стала четвёртой на чемпионате Европы в помещении в Париже. На домашних соревнованиях в Сестриере вновь обновила национальный рекорд — до отметки в 6,80 метра, однако здесь же её достижение превзошла принявшая итальянское гражданство Фиона Мэй. Вступала на чемпионате Европы в Хельсинки, в финал не вышла.
В 1995 году в третий раз стала чемпионкой Италии в прыжках в длину, с ратифицированным личным рекордом 6,76 заняла пятое место на чемпионате мира в Гётеборге.
В 1999 году победила на зимнем и летнем чемпионатах Италии, после чего завершила спортивную карьеру.